# Боа Коломб
Боа Коломб (фр. Bois-Colombes) је насељено место у Француској у региону Париски регион, у департману Горња Сена.
По подацима из 2011. године у општини је живело 28.927 становника, а густина насељености је износила 15066,15 становника/km².

## Демографија
| 1962.  | 1968.  | 1975.  | 1982.  | 1990.  | 2011.  |
| ------ | ------ | ------ | ------ | ------ | ------ |
| 29.938 | 28.934 | 26.657 | 23.780 | 24.415 | 28.927 |

## Партнерски градови
- Ној-Улм